# 千葉県道236号上総湊停車場線
千葉県道236号上総湊停車場線（ちばけんどう236ごう かずさみなとていしゃじょうせん）は、千葉県富津市を走る一般県道。

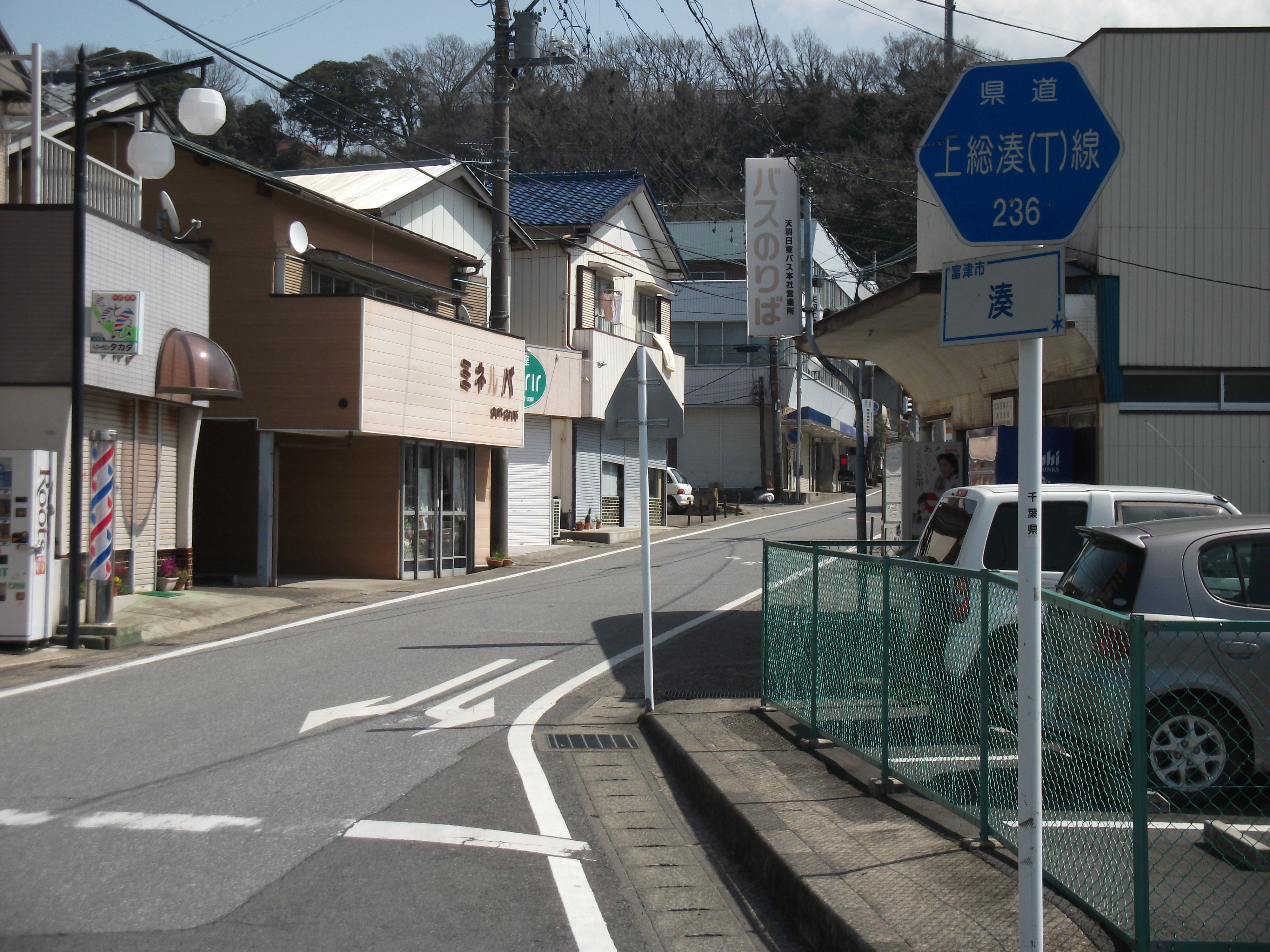
上総湊駅前

## 路線データ
- 起点：富津市湊（内房線 上総湊駅）
- 終点：富津市湊（上総湊駅入口交差点、国道127号交点）
- 総延長：0.131 km（君津土木事務所管内：0.131 km[1]）
- 重用延長：なし（君津土木事務所管内：0.0 km）
- 実延長：0.131 km（君津土木事務所管内：0.131 km[1]）

## 通過する自治体
- 富津市

## 交差する道路
- 国道127号 - 富津市湊（上総湊駅入口交差点、終点）